# Bizé
Bizé (ou Mbizé) est une localité du Cameroun située dans le département du Mayo-Sava et la Région de l'Extrême-Nord, à proximité de la frontière avec le Nigeria. Elle fait partie de l'arrondissement de Tokombéré et du canton de Serawa. On distingue parfois Bizé I et Bizé II.

## Population
En 1966-1967 la localité comptait 62 habitants, principalement des Mbokou
Lors du recensement de 2005, 1 121 personnes y ont été dénombrées.